# صموئيل باتيسون
صموئيل باتيسون (بالإنجليزية: Samuel Pattinson)‏ هو سياسي بريطاني (وحمل سابقاً جنسية المملكة المتحدة لبريطانيا العظمى وأيرلندا)، ولد في 17 ديسمبر 1870، وتوفي في 15 نوفمبر 1942. حزبياً، نشط في الحزب الليبرالي. في الانتخابات العامة في المملكة المتحدة 1922 ‏، انتخب عضو برلمان المملكة المتحدة الـ32 عن دائرة Horncastle (UK Parliament constituency) ‏ (15 نوفمبر 1922 – 16 نوفمبر 1923) وفي الانتخابات العامة في المملكة المتحدة 1923 ‏، انتخب عضو برلمان المملكة المتحدة الـ33 عن دائرة Horncastle (UK Parliament constituency) ‏ (6 ديسمبر 1923 – 9 أكتوبر 1924).